# ハース・VF-22
ハース・VF-22 (Haas VF-22) は、ハースF1チームが2022年のF1世界選手権参戦用に開発したフォーミュラ1カーである。

## 概要
2022年のレギュレーション大改訂に合わせ開発されたマシン。デザインはチーフデザイナーのシモーネ・レスタをはじめ、サラリーキャップ導入に伴いフェラーリから移籍したスタッフが中核となって担当した。ドライバーは当初ミック・シューマッハとニキータ・マゼピンの2人が続投する予定だったが、2月に2022年ロシアのウクライナ侵攻が起きた影響を受け、チームはマゼピンとの契約を解除。代わりに、既にプジョーとの契約が内定していたケビン・マグヌッセンを2年ぶりに呼び戻すことになった。
カラーリングもウクライナ侵攻の影響で、マゼピンの持ち込みであるウラルカリらロシア系スポンサーを排除した結果、2020年シーズン以前に近いカラーリングに戻された。
ブラジルGPでは、予選で天候が目まぐるしく変化する中タイムアタックのタイミングがピタリとはまり、マグヌッセンが自身並びにチーム初となるポールポジションを獲得するなど、一部で見せ場もあったものの、全体的に成績は振るわず。コンストラクターズ順位は前年よりは上昇したものの8位でシーズンを終えた。

## 記録
（key）
| 年   | No. | ドライバー   | BHR | SAU | AUS | EMI | EMI | MIA | ESP | MON | AZE | CAN | GBR | AUT | AUT | FRA | HUN | BEL | NED | ITA | SIN | JPN | USA | MXC | SÃO | SÃO | ABU | ポイント | ポイント | ランキング |
| ---- | --- | ------------ | --- | --- | --- | --- | --- | --- | --- | --- | --- | --- | --- | --- | --- | --- | --- | --- | --- | --- | --- | --- | --- | --- | --- | --- | --- | -------- | -------- | ---------- |
| 2022 | 20  | マグヌッセン | 5   | 9   | 14  | 8   | 9   | 16† | 17  | Ret | Ret | 17  | 10  | 7   | 8   | Ret | 16  | 16  | 15  | 16  | 12  | 14  | 9   | 17  | 8   | Ret | 17  | 25       | 37       | 8位        |
| 2022 | 47  | シューマッハ | 11  | WD  | 13  | 10  | 17  | 15  | 14  | Ret | 14  | Ret | 8   | 9   | 6   | 15  | 14  | 17  | 13  | 12  | 13  | 17  | 14  | 16  | 12  | 13  | 16  | 12       | 37       | 8位        |

- 第4戦、第11戦、第21戦の左列はスプリント(S)、右列は決勝(R)の結果。
- 太字はポールポジション、斜字はファステストラップ
- † 印はリタイアだが、90%以上の距離を走行したため規定により完走扱い。